# Declaración de Independencia de Irlanda

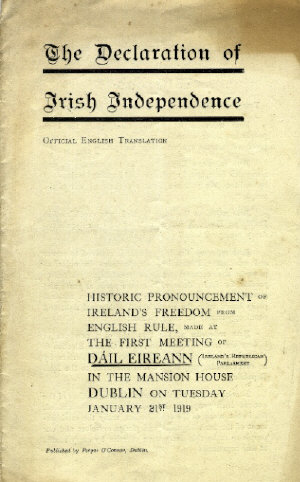
Portada de la Declaración

La Declaración de Independencia (en irlandés: Forógra na Saoirse, en inglés: Declaration of Independence, en francés: Déclaration d'indépendance) fue un documento adoptado por el Dáil Éireann, el parlamento revolucionario de la República de Irlanda, en su primera reunión en Mansion House (Dublín), el 21 de enero de 1919. Se derivó del manifiesto electoral del Sinn Féin de diciembre de 1918. Se adoptaron textos de la declaración en tres idiomas: irlandés, inglés y francés.

## Alcance
La República de Irlanda reclamó jurisdicción sobre toda la isla de Irlanda, comprendiendo los 32 condados. La administración británica del Lord Teniente de Irlanda rivalizó con ella, pero a medida que avanzaba la Guerra de Independencia de Irlanda, su legitimidad aumentó ante la mayoría de los irlandeses. Fue asumida por el Estado Libre Irlandés en 1922, tras el Tratado Anglo-Irlandés.
Según el derecho internacional, la declaración satisfacía el principio de la "teoría declarativa de la condición de Estado", pero en 1919 casi todos los estados seguían la "teoría constitutiva de la condición de Estado" y, por lo tanto, no reconocían a la República de Irlanda.

## Ratificación de la Proclamación de 1916
Mediante la Declaración de Independencia, el Dáil ratificó la anterior Proclamación de la República Irlandesa de Pascua de 1916. Esta proclamación no había sido adoptada por un órgano electo, sino simplemente por los rebeldes de Pascua, que afirmaban actuar en nombre del pueblo irlandés. A diferencia de la proclamación, la Declaración de Independencia fue seguida por el establecimiento de algunos órganos políticos de facto. En su punto crucial, la declaración declaró que:
 

Nosotros, los representantes electos del antiguo pueblo irlandés reunidos en el Parlamento Nacional, en nombre de la nación irlandesa, ratificamos el establecimiento de la República de Irlanda y nos comprometemos, nosotros mismos y nuestro pueblo, a hacer efectiva esta declaración por todos los medios a nuestro alcance.

## Guarnición inglesa
Declaramos solemnemente que la presencia de un gobierno extranjero en Irlanda constituye una invasión de nuestro derecho nacional que nunca toleraremos y exigimos la evacuación de nuestro país por parte de la guarnición inglesa.

Se le dieron diferentes significados a la «guarnición inglesa» de ocupación. Esto fue lo más cerca que la República de Irlanda estuvo de declarar la guerra a Gran Bretaña en enero de 1919, argumentando que se había producido una invasión y, por lo tanto, cualquier acción militar a partir de entonces tenía como objetivo expulsar a los invasores. El gobierno de Londres se negó a interpretar esto como una declaración de guerra, considerando que estaba redactada para un público irlandés. Cuando la Guerra de Independencia de Irlanda comenzó con una emboscada ese mismo día en Soloheadbeg, condado de Tipperary, los británicos lo trataron como un asunto policial. El Dáil no tenía derecho a controlar el Ejército Republicano Irlandés (IRA) hasta que este le prestó juramento de lealtad en agosto de 1920.

## 700 años
Y Considerando que durante setecientos años el pueblo irlandés no ha dejado de repudiar y ha protestado repetidamente en armas contra la usurpación extranjera.

Esta idea se basó en la «sucesión apostólica» de revueltas contra las administraciones inglesa y, posteriormente, británica, situando la última Irlanda completamente libre del mundo gaélico alrededor de la década de 1160, antes de la invasión anglonormanda de Irlanda de 1168-1171. La declaración consideró las guerras y revueltas de 1594-1603, 1641-1650, 1689-1691, 1798, 1803, 1848, 1867 y 1916 como un intento continuo de recuperar el autogobierno irlandés, con o sin vínculos con la corona.

## Objetivo del reconocimiento internacional
Reclamamos para nuestra independencia nacional el reconocimiento y apoyo de todas las naciones libres del mundo, y proclamamos que esa independencia será condición precedente para la paz internacional en adelante:

Un elemento importante del manifiesto electoral del Sinn Féin de 1918 fue asegurar su reconocimiento en la próxima conferencia de paz que pondría fin a la Segunda Guerra Mundial. El presidente estadounidense Woodrow Wilson había sugerido que la Conferencia de Paz de Versalles sería incluyente e imparcial, pero sus "Catorce Puntos" exigían "igual peso" entre las partes en el arbitraje del artículo 5, y no declaraciones directas de independencia.
En junio de 1920, circuló en Dublín un "Proyecto de Tratado entre la nueva República Socialista Federativa Soviética de Rusia (RSFSR) y la República de Irlanda". E.H. Carr, historiador del bolchevismo temprano, consideró que "(...) ninguna de las partes tomó muy en serio las negociaciones". La RSFSR era un estado paria en aquel entonces.